# COVERS (BENIのアルバム)
『COVERS』（カヴァーズ）は、BENIの1枚目のカバー・アルバム。
2012年3月21日にNAYUTAWAVE RECORDSから発売された。
CD帯のキャッチコピーは「ミリオンセラーに輝く永遠の名曲を英語詞でカヴァーしたスペシャル・アルバム!」。

## 解説
ライブやテレビの音楽番組で披露した英語詞のカバーが評判となり、ファンの要望に応える形でスタジオ・レコーディングしたもの。
すべて男性歌手の楽曲であり、うち8曲の英語詞をBENI自ら手がけている（共作含む）。
CDのみの1形態で販売され、初回出荷分のみアナザー・ジャケットが封入された。

## ミュージック・ビデオ
全13曲の収録曲のうち9曲のMVが制作されているが、いずれも1～2分程度の短いもので、フルバージョンは存在しない。

## チャート成績
オリコンのアルバムチャートには7位で初登場。2度の返り咲きを経てTOP10に通算8週ランクイン。10週目で4thアルバム『Bitter & Sweet』を抜き、BENIのキャリアで最も売れた作品となった。

## 評価
作詞家の橋本淳は「歌謡曲の良さを若い世代にアピールしている」と本作を評価している。

## 収録曲
※楽曲の詳細はリンク先を参照。★はPVが存在する楽曲。
1. Ti Amo　★
作詞：松尾潔　作曲：Jin Nakamura・松尾潔
オリジナル・パフォーマー：EXILE
Englishi Lyrics by BENI, Seiji Motoyama
この曲のみPVが2種類存在する。
2. LA・LA・LA LOVE SONG　★
作詞・作曲・久保田利伸
オリジナル・パフォーマー：久保田利伸 with ナオミ・キャンベル
Englishi Lyrics by BENI　※BENIが単独で英語詞を手がけている。
3. 瞳をとじて　★
作詞・作曲・オリジナル・パフォーマー：平井堅
Englishi Lyrics by Sierra, BENI
今作の発表前に2011年11月28日のMTV Unpluggedで披露された。
4. 奏（かなで）　★
作詞・作曲：大橋卓弥・常田真太郎
オリジナル・パフォーマー：スキマスイッチ
Englishi Lyrics by BENI, Yoko Hiji
5. One more time, One more chance　★
作詞・作曲：山崎将義
オリジナル・パフォーマー：山崎まさよし
Englishi Lyrics by BENI, Yoko Hiji
6. ロビンソン
作詞・作曲：草野正宗
オリジナル・パフォーマー：スピッツ
Englishi Lyrics by Seiji Motoyama
表記はないが、2010年にDebbie Gibsonが『MS.VOCALIST』という日本限定発売のカバー・アルバムをリリースした際の英語詞で歌われている。
7. Suddenly -ラブ・ストーリーは突然に-
作詞：小田和正・Priscilla Coolidge
作曲・オリジナル・パフォーマー：小田和正
リタ・クーリッジが1991年にアルバム『ダンシング・ウィズ・エンジェル』でカバーした際の英語詞（手がけたのは姉のプリシラ・クーリッジ）およびメロディで歌われている。
8. もう恋なんてしない
作詞・作曲・オリジナル・パフォーマー：槇原敬之
Englishi Lyrics by BENI, Seiji Motoyama
原曲を歌う槇原敬之と『ミュージックフェア』[2]で共演した。
9. 桜坂　★
作詞・作曲・オリジナル・パフォーマー：福山雅治
Englishi Lyrics by BENI　※BENIが単独で英語詞を手がけている。
「Bitter & Sweet」のツアーで披露され「Bitter & Sweet RELEASE TOUR FINAL」で音源化された他、『僕らの音楽』[3]「MTV Unplugged」でも披露されている。
10. ここにしか咲かない花　★
作詞・作曲：小渕健太郎　オリジナル・パフォーマー：コブクロ
Englishi Lyrics by BENI, Jeff Miyahara
11. 今のキミを忘れない　★
作詞・作曲・オリジナル・パフォーマー：ナオト・インティライミ
Englishi Lyrics by BENI, Seiji Motoyama
「レコチョク」と「music.jp」の合同企画による「BENIにカヴァーしてほしい男性アーティストの楽曲募集企画」で選ばれた。
12. いとしのエリー
作詞・作曲：桑田佳祐　オリジナル・パフォーマー：サザンオールスターズ
Englishi Lyrics by Rumiko Varnes, Pete Hawkins
表記はないが、1989年にレイ・チャールズが「Ellie my love」というタイトルでカヴァーした際の英語詞で歌われている。
13. TRUE LOVE　★
作詞・作曲・オリジナル・パフォーマー：藤井フミヤ
Englishi Lyrics by Seiji Motoyama
表記はないが、2010年にDebbie Gibsonが『MS.VOCALIST』という日本限定発売のカバー・アルバムをリリースした際の英語詞で歌われている。

## サウンド・プロデュース&アレンジメント
- 今井大介（Daisuke "D.I" Imai）
Track-1,8,11,12
- 村山晋一郎
Track-2〜7,9,10,13
- 弦一徹（Strings Arrangement）
Track-9,13
- 門脇大輔（Strings Arrangement）
Track-3